# Dacus apostata
Dacus apostata är en tvåvingeart som först beskrevs av Erich Martin Hering 1937.  Dacus apostata ingår i släktet Dacus och familjen borrflugor.
Artens utbredningsområde är Etiopien. Inga underarter finns listade i Catalogue of Life.